# La Palma de Cervelló
La Palma de Cervelló ist eine katalanische Gemeinde (Municipio) mit 3.044 Einwohnern (Stand: 2024) in der Provinz Barcelona im Nordosten Spaniens. Sie liegt in der Comarca Baix Llobregat und gehört zur Metropolregion Àrea Metropolitana de Barcelona.

## Kultur und Sehenswürdigkeiten
- Johanniskapelle